# Anton Vrančić
Anton (Antun) Vrančić (madžarsko Verancsics Antal), hrvaški rimskokatoliški duhovnik, škof, kardinal, zgodovinar in kraljevski namestnik, * 29. maj 1504, Šibenik, † 15. junij 1573.

## Življenjepis
Leta 1554 je bil imenovan za škofa Pécsa, leta 1557 za škofa Egerja in 17. oktobra 1569 za nadškofa Esztergoma na Ogrskem. 5. junija 1573 je bil povzdignjen v kardinala.